# Enclusa (os)

Anatomia de l'orella humana:
1: Orella externa.
5: Orella mitjana: 4: Timpà, 6: Ossicles: 7: Martell, 8: Enclusa, 9: Estrep. 10: Caixa timpànica.
13: Orella interna.
Altres: 11: Os temporal, 12: Trompa d'Eustaqui.

L'enclusa és un dels tres ossicles de l'orella, localitzat a la caixa del timpà. La seva forma recorda a una enclusa de ferrer. Connecta amb el martell mitjançant l'articulació incudomal·leal i amb l'estrep mitjançant l'articulació incudoestapedial.
Només els mamífers en tenen, tot i que deriva -filogenèticament parlant- d'un os que tenien antics rèptils.